# 王瑶琪
王瑶琪（1967年1月—），女，汉族，江苏江阴人，中央财经大学教授。曾任中央财经大学校长、党委副书记，现任北京中医药大学党委书记。

## 履历
1986年6月加入中国共产党，同年7月毕业于中央财政金融学院基建财务与信用专业，获得经济学学士学位。1999年4月，获得中央财经大学投资经济专业经济学硕士学位。2003年7月，获得中央财经大学国民经济学专业经济学博士学位。
1986年7月，留在中央财政金融学院（后更名为中央财经大学）任教，历任中央财经大学投资经济系副主任、教务处副处长、投资经济系主任、校长助理兼投资经济系主任等职务。2007年6月，任中央财经大学副校长。2017年9月，升任中央财经大学校长、党委副书记。
2023年1月，转任北京中医药大学党委书记。